# Jordan (biskup warmiński)
Jordan (zm. krótko przed 26 listopada 1328) – biskup warmiński.
Był kanonikiem warmińskim i prepozytem kapituły we Fromborku. Zarządzał diecezją warmińską w ostatnich latach życia biskupa Eberharda z Nysy. W dniu 12 sierpnia 1327 został jego następcą z woli papieża Jana XXII. Sakrę biskupią otrzymał 31 sierpnia 1327. Zmarł niewiele ponad rok po formalnym objęciu biskupstwa i nie zdążywszy powrócić do Prus z Awinionu.